# Francesc Fontanals i Mateu
Francisco Fontanals i Mateu (Mataró, Maresme, 20 de enero de 1900 - Barcelona, Barcelonés, 2 de julio de 1968) fue un dibujante y pintor catalán, hermano del escenógrafo Manuel Fontanals.

## Biografía
Cursó estudios en la Escuela de artes y oficios de Barcelona. En su primera época, se dio a conocer como pintor, con notable éxito, cultivando el género paisajista. Viajó por el extranjero (México, Italia, Nueva York y París, completando su formación artística. Se acreditó como dibujante en publicaciones humorísticas e infantiles, así sus trabajos que, con el seudónimo de ACIT publicó antes de la guerra civil española, en la revista el Virolai ; así como sus colaboraciones en otra revista catalana, el Be Negre , firmadas con el seudónimo de Soka.
Debe considerarse, asimismo, su vertiente de escenógrafo, actividad en la que dio los primeros pasos al lado de su hermano Manuel. Concluida la guerra civil, tuvo como compañero en sus empresas escenográficas al dibujante Emili Ferrer i Espelt. Junto a Ferrer, consiguió el premio italiano Maschera de Argento, galardón a sus tareas de la temporada 1948 - 1949; también con Ferrer, hizo los decorados para La Venta de los Gatos , las revistas vienesas de Arthur Kaps y Franz Johan y varias producciones de Carmen Amaya, Celia Gámez, Gasa y Duisberg. El dramaturgo catalán Josep Maria de Sagarra le confía siempre la escenografía de sus piezas teatrales.
En la revista  Destino alcanzaron gran popularidad sus chistes gráficos en la vida barcelonesa, bajo el seudónimo de Jip. En las hoy desaparecidas galerías pictos, de Barcelona, el 1942 efectuó una exposición que fue comentada favorablemente de paisajes urbanos, ejecutados con una personalísima técnica. En Italia trabajó asimismo como decorador para las revistas de Walter Chiari, Nino Taranto y Wanda Osiris. El 1935, también con Emili Ferrer, había conseguido la medalla de oro en la Exposición Internacional de Artes Decorativas celebradas en París.